# Cadra
Genre
Cadra est un genre de  lépidoptères (papillons) de la famille des Pyralidae.
On peut reconnaître les espèces du genre Cadra à la nervation réduite de leurs ailes antérieures : les nervures 4, 7 et 9 sont manquantes, sur un total de 9 nervures des ailes antérieures.
Certaines espèces de ce genre sont des ravageurs notables de produits végétaux secs, tels que les graines de céréales et de légumineuses et les fruits secs. Un exemple bien connu est la pyrale des amandes, Cadra cautella.

## Liste d'espèces
Selon Catalogue of Life (6 août 2014) :
- Cadra abstersella
- Cadra acuta
- Cadra afflatella
- Cadra amsella
- Cadra calidella
- Cadra cautella
- Cadra corniculata
- Cadra delattinella
- Cadra figulilella
- Cadra furcatella
- Cadra perfasciata
- Cadra reniformis
- Cadra rugosa

Selon NCBI (6 août 2014) :
- Cadra cautella
- Cadra figulilella
- Cadra perfasciata
- Cadra reniformis